# 鶴ヶ濱熊吉
鶴ヶ濱 熊吉（つるがはま くまきち、1870年7月16日（明治3年6月18日） - 1939年（昭和14年）2月6日）は、奈良県添上郡（現在の奈良市）出身で小野川部屋、八角部屋、中立部屋、再度八角部屋に所属した力士。4代伊勢ヶ濱。世話人。本名は清水 熊吉。170cm、101kg。最高位は前頭3枚目。

## 経歴
大坂相撲に所属していたが、同郷の司天龍政吉（北葛城郡出身）を慕い、1891年1月に八角部屋に加入。序ノ口からの初土俵となる。四股名は司天龍の前の四股名の鶴ヶ濱を名乗る 。恵まれた体格を持ちながらも昇進は遅かった。しかし、1897年1月にようやく十両に昇進すると、1898年5月には新入幕。以後18場所幕内を務め、1907年1月に引退、4代伊勢ヶ濱を襲名。1929年5月に親方を廃業、以後は世話人に転じた。

## 成績
- 幕内18場所49勝76敗39休16分預